# Oszkár
Az Oszkár a régi germán Ansgar névből származó angol és skandináv névből ered, jelentése istenség + dárda.

## Gyakorisága
Az 1990-es években igen ritka név, a 2000-es években nem szerepel a 100 leggyakoribb férfinév között.

## Névnapok
- február 3.[2]
- március 3.[2]
- július 31.[2]
- december 1.[2]

## Híres Oszkárok
- Asboth Oszkár aviatikus
- Csuvik Oszkár vízilabdázó
- Gáti Oszkár színész
- Gellért Oszkár költő, újságíró, szerkesztő
- Gerde Oszkár kétszeres olimpiai bajnok kardvívó
- Glatz Oszkár festő
- Horváth Oszkár rádiós műsorvezető
- Jászi Oszkár társadalomtudós, politikus
- Kinter Oszkár modell, műsorvezető
- Maleczky Oszkár operaénekes
- Sárkány Oszkár (1912–1943) irodalomtörténész, bohemista
- Oscar Peterson kanadai jazz-zongorista
- Oscar Niemeyer brazil építész
- Oscar Wilde ír író
- Oskar Kokoschka, osztrák festő
- Oskar Pastior erdélyi szász költő, író
- Oskar Paulini erdélyi szász író
- Oskar Potiorek osztrák katonatiszt, császári és királyi tábornok
- Oskar Schindler szudétanémet gyáros
- Oskar Schlemmer német festő, díszletkészítő, szcenikai tervező
- Óscar Arias Sánchez, béke Nobel-díjas
- Oscar Piastri, ausztrál F1-es pilóta

### Uralkodók
- I. Oszkár svéd és norvég király
- II. Oszkár svéd és norvég király

## Érdekességek
- Az Oszkár nevet viseli Magyarország egyik népszerű telekocsi-rendszere (melynek lényege, hogy autóval és gépjárművezetői jogosítvánnyal rendelkező felhasználók, jellemzően hosszabb utazásaik előtt felkínálják és elvállalják, hogy magukkal visznek más, akár ismeretlen utasokat is, akiknek ugyanazon vidéken van dolguk. A szolgáltatási rendszer (melynek honlapja az oszkar.com) elnevezése vélhetően azért épp így született meg, mert az Oszkár név ötvözi az osztozik ige tövét és az autó angol nyelvű elnevezését (car, kiejtve kár).
- Magyar Oszkárnak hívják Bödőcs Tibor humorista első regénye, a Meg se kínáltak főszereplőjét, egy zalai kis faluban szobafestésből élő, alkoholista, de titokban abszurd freskóremekek sokaságát alkotó, és történetmesélésben utolérhetetlen festőt.